# Santo Antônio do Pinhal
Santo Antônio do Pinhal is een gemeente in de Braziliaanse deelstaat São Paulo. De gemeente telt 6.896 inwoners (schatting 2009).

## Aangrenzende gemeenten
De gemeente grenst aan Campos do Jordão,  Monteiro Lobato, Pindamonhangaba, São Bento do Sapucaí, Tremembé en Sapucaí-Mirim (MG).